# Roger Bourbonnais
Roger Bourbonnais (* 26. října 1942 Edmonton) je bývalý kanadský hokejový útočník.
Hrál za tým Edmonton Oil Kings v juniorské Western Hockey League, v roce 1963 s ním vyhrál Memorial Cup. Poté přijal nabídku Davida Bauera a vstoupil do nově budované kanadské amatérské reprezentace. Hrál s ní na olympiádě 1964, kde Kanaďané skočili čtvrtí podle olympijských pravidel (bilance ze všech zápasů), ale třetí podle pravidel mistrovství světa v ledním hokeji (bilance pouze ze vzájemných zápasů silné čtyřky). Bronzové medaile z MS obdrželi kanadští hráči až po 41 letech. Bourbonnais byl na olympijském turnaji zařazen do all-stars týmu. Dále reprezentoval Kanadu na Mistrovství světa v ledním hokeji 1965 (4. místo), Mistrovství světa v ledním hokeji 1966 (3. místo), Mistrovství světa v ledním hokeji 1967 (3. místo), olympiádě 1968 (3. místo) a Mistrovství světa v ledním hokeji 1969 (4. místo). Hrál také na Turnaji ke 100 letům Kanady 1967, který Kanaďané na domácí půdě vyhráli.
Vystudoval práva na University of British Columbia a pracuje jako advokát. Jeho vnučka Jaime Bourbonnaisová hraje hokej za juniorský tým Oakville Hornets a byla nominována do kanadské ženské reprezentace do 18 let.